# Stała struktury subtelnej

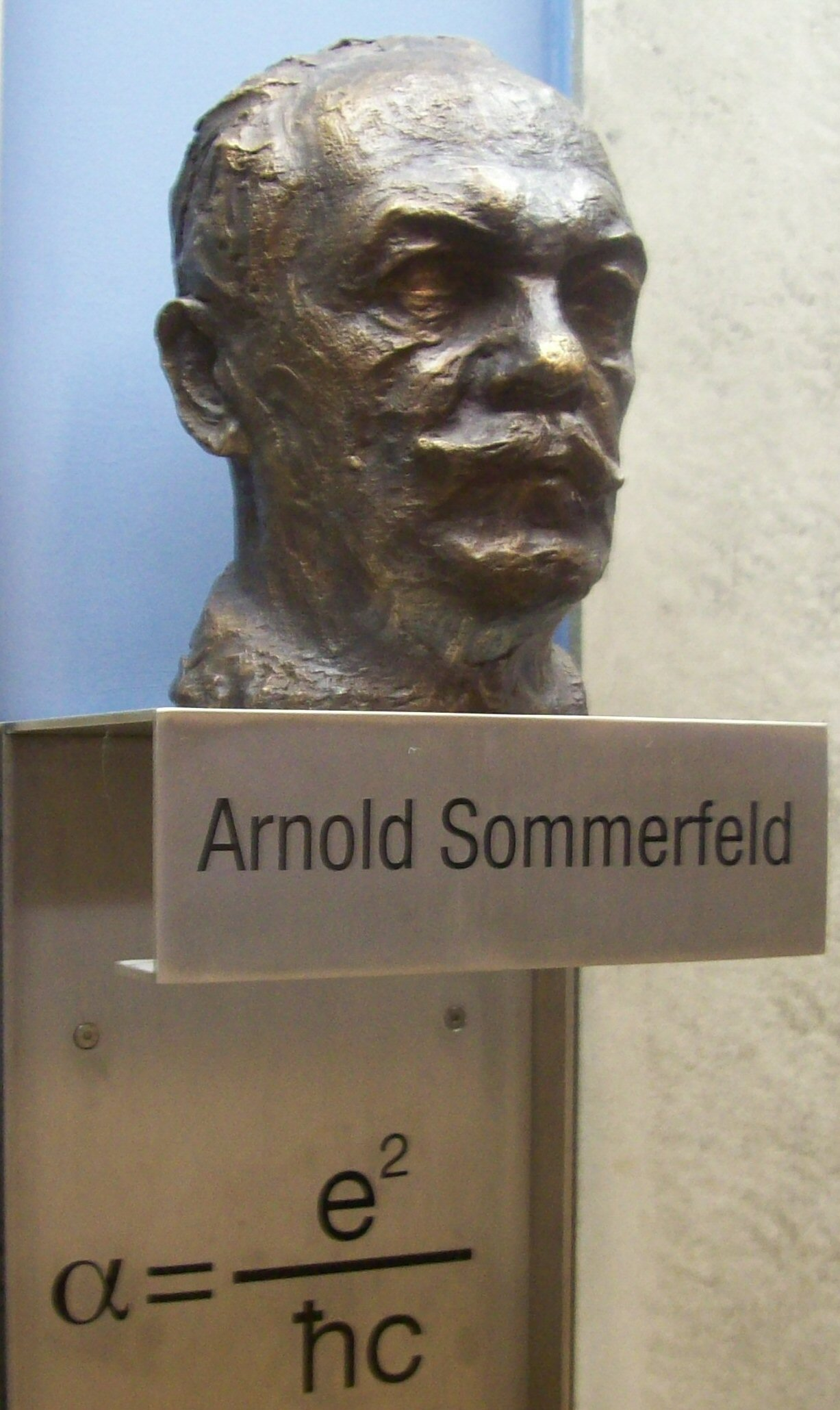
Popiersie Sommerfelda na Uniwersytecie Ludwika i Maksymiliana (LMU), Theresienstr. 37, Monachium, Niemcy. Poniżej znajduje się wzór na stałą Sommerfelda

Stała struktury subtelnej, stała Sommerfelda (oznaczenie: {\displaystyle \alpha }) – podstawowa stała fizyczna charakteryzująca siłę oddziaływań elektromagnetycznych. Została formalnie wprowadzona przez Arnolda Sommerfelda w 1916 roku. Jest wielkością bezwymiarową, więc jej wartość nie zależy od przyjętego systemu jednostek. Stała struktury subtelnej to kombinacja trzech fundamentalnych stałych przyrody: stałej Plancka (h), prędkości światła (c) i ładunku elektronu (e). Stała {\displaystyle \alpha } określa relatywistyczne (c) i kwantowe (h) własności oddziaływań cząstek naładowanych elektrycznie (e) w próżni {\displaystyle (\varepsilon _{0}).}
Definicja stałej struktury subtelnej opublikowana przez Komitet Danych dla Nauki i Techniki (CODATA) w 2018 roku wynosi:
{\displaystyle \alpha ={\frac {e^{2}}{\hbar c\ 4\pi \varepsilon _{0}}}=7{,}2973525643(11)\times 10^{-3}={\frac {1}{137{,}035\,999\,177(21)}}.}
gdzie:
{\displaystyle e} – ładunek elektryczny elementarny,
{\displaystyle \hslash ={\frac {h}{2\pi }},} gdzie {\displaystyle h} – stała Plancka,
{\displaystyle c} – prędkość światła w próżni,
{\displaystyle \varepsilon _{0}} – przenikalność elektryczna próżni.
W systemie CGS, w którym przenikalność elektryczna próżni jest bezwymiarową stałą, definicja przyjmuje postać:
{\displaystyle \alpha ={\frac {e^{2}}{\hbar c}},}
a w układzie jednostek naturalnych:
{\displaystyle \alpha ={\frac {e^{2}}{4\pi }}.}
Często spotykane jest przybliżenie {\displaystyle \alpha \approx 1/137.}
Jak łatwo sprawdzić doskonały aproksymant wartości CODATA 2018 {\displaystyle \alpha } to np.
{\displaystyle \alpha ={\frac {1}{137}}\left({\frac {2126}{6679}}\right)^{1/4357}=0{,}0072973525686.}
Dotychczas nie powstała żadna powszechnie zaakceptowana teoria wyjaśniająca, dlaczego stała struktury ma taką wartość.
Zachodzi także bardzo dokładny związek wyrażający niezwykłą słabość oddziaływań grawitacyjnych względem elektromagnetycznych:
{\displaystyle G={\frac {4}{3{\sqrt[{38}]{2}}}}{\frac {\hbar c}{m_{e}^{2}}}\alpha ^{21},}
gdzie {\displaystyle G} to stała grawitacji, a {\displaystyle m_{e}} jest masą elektronu.
Mimo jej fundamentalnego charakteru niektórzy teoretycy sugerują, że nieznacznie zmienia się ona w miarę ewolucji Wszechświata.
Przeprowadzone w ciągu kilku ostatnich lat przez grupę australijskich astronomów obserwacje odległych obiektów wskazywały, że stała struktury subtelnej zmieniła swoją wartość o około jedną stutysięczną od początku istnienia Wszechświata, co wywołało dyskusje na temat niezmienności stałych fizycznych. Najnowsze obserwacje wykazały, że mogła ona się zmienić nie więcej niż o jedną trzydziestotysięczną.
Badania prowadzone w akceleratorze LEP wskazują, że przy wysokich energiach efektywna stała struktury subtelnej zwiększa się z ok. 1/137 w dużej odległości do ok. 1/128 w odległości odpowiadającej energii równej masie cząstki Z; mówi się wtedy o biegnącej stałej sprzężenia (wartość „biegnie” wraz z energią). Efekt ten wywołany jest przez ekranowanie ładunku przez próżnię.